# Без промахов
«Без промахов» (англ. Near Misses, фр. L'ambassade en folie) — кинокомедия, снятая в 1992 году режиссёром Базом Тейлором.

## Сюжет
Главный герой фильма Клод Жобер (Джадж Рейнхолд) разрывается между двумя жёнами и одной любовницей. Более того, компания, в которой он работает находится под пристальным вниманием русских шпионов.

## В ролях
| Актёр            | Роль                              |
| ---------------- | --------------------------------- |
| Джадж Рейнхолд   | Клод Жобер                        |
| Кэйси Семашко    | Колин Фиппс                       |
| Ребекка Поли     | Мэгги                             |
| Сесиль Паоли     | Молли                             |
| Катаржина Фигура | Саша Молинива, сержант КГБ        |
| Анжей Ягора      | Урци Василив, советский полковник |
| Стефан Мельдег   | Кимов, майор                      |
| Александр Компан | русский капитан                   |
| Вернон Добчефф   | Иван, русский посол               |
| Мюриель Комбо    | Тони ЛаФлёр                       |
| Патрик Флёрем    | сержант Шарль Маллар              |
| Доминик Гулд     | Финч                              |